# Латинска црква
Латинска црква (лат. Ecclesia Latina), позната и као Римокатоличка црква (лат. Ecclesia Catholica Romana) или Западна црква је највећа помесна sui iuris црква Католичке цркве која користи латински литургијски обред. То је једна од 24 такве помесне цркве, док 23 друге чине Источне католичке цркве. На челу јој је римски бискуп, папа — који се традиционално назива и патријархом Запада — са својом катедром у архибазилици Светог Јована Латеранског у Риму у Италији. Латинска црква води своју историју до најранијих дана хришћанства преко Свете столице коју су према католичкој традицији основали апостоли Петар и Павле.
Католичка црква учи да су њени бискупи наследници Исусових апостола, а да је папа наследник Светог Петра коме је Исус Христос доделио примат. Од Исусових дванаест апостола, четворица су повезана са апостолским столицама Западне цркве: Петар, који је основао епископску столицу у Риму (заједно са Павлом) и Сиракузи; Павла, који је основао Римску (заједно са Петром) и Малтешку; Варнава, који је основао Миланску; и Јаков, син Зеведејев, који је основао епископско седиште у Сантијаго де Компостели. Суштински разликујући теолошки нагласци, литургијске традиције, одлике и идентитети латинског католичанства, с друге стране, могу се пратити од латинских црквених отаца, а највише од латинских учитеља (доктора) цркве од 2. до 7. века, укључујући и раноафричку цркву.
Латинска црква је била у пуној заједници са Православном црквом све до источно-западног раскола Рима и Цариграда 1054. године, након чега су њени чланови постали познати као Латини за разлику од источних хришћана. Након исламских освајања, крсташки ратови покренути су од 1095. до 1291. године како би се хришћани и њихова имања у Светој земљи бранили од прогона. Латинска патријаршија у Јерусалиму основана је 1099. године и задржала се до данас. Друге латинске дијецезе, попут надбискупије Картагине, где се развио већи део тринитарне теологије и црквеног латинског језика, биле су поражене и преображене у титуларне столице.
Латинска црква је слала католичке мисије у Латинску Америку у раном модерном периоду, а у подсахарској Африци и источној Азији из касног модерног периода. Протестантска реформација у 16. веку резултирала је одвајањем протестантизма, што је резултирало одвајањем од Латинске цркве, укључујући и мање групе независних католичких деноминација из 19. века.

## Терминологија

### Име
Део Католичке цркве на Западу назива се Латинска црква да би се разликовала од источних католичких цркава, које су такође под папиним приматом. У историјском контексту, пре источно-западног раскола 1054. године, Латинска црква се понекад назива Западном црквом.
Израз латински католик односи се на следбенике латинских литургијских обреда, од којих превладава римски обред. Латински литургијски обреди су различити од литургијских обреда источних католичких цркава.

### „Црква” и „обред”
Законик канона источних цркава из 1990. године дефинише употребу речи „црква” и „обред”. У складу дефиницијама у законику који управља источним католичким црквама, Латинска црква је једна од таквих група хришћанских верника обједињених хијерархијом и признатих од врховне власти Католичке цркве као sui iuris помесна црква. Латински обред је наслеђе те посебне цркве, којом она испољава свој начин живљења у вери, укључујући своју литургију, своју теологију, своје духовне праксе и традиције и своје канонско право. Особа је члан или припада одређеној помесној цркви. Особа такође наслеђује или „припада” одређеном наслеђу или обреду. Будући да обред има литургијске, теолошке, духовне и дисциплинске елементе, човек такође треба да се клања, да буде поучаван, да се моли и да се њиме управља према одређеном обреду.
Поједине цркве које наслеђују и одржавају одређено наслеђе идентификују се по метонимији „црква” или „обред”. Сходно томе, „обред” је дефинисан као „део хришћанске цркве који користи посебну литургију” или једноставно као „хришћанска црква”. У том смислу, „обред” и „црква” третирају се као синоними, као у речнику који је припремила Конференција католичких бискупа Сједињених Држава и који је ревидиран 1999. године, у којем се наводи да се свака "црква источног (оријенталног) обреда … сматра једнаком латинском обреду унутар Цркве ". Други ватикански сабор је такође истакао да је „на уму Католичке цркве да свака појединачна Црква или обред треба да задржи своје традиције у целини и такође да свој начин живота треба прилагодити различитим потребама времена и места” и говорио је о патријарсима и „главним архиепископима, који управљају целином неке поједине цркве или обреда”. Стога је реч „обред” користио као „техничку ознаку онога што се сада може назвати помесном црквом”.

## Постанак
Латинска католичка црква је настала на темељима некадашње правоверне Римске (латинске) цркве, која је након низа раскола (почевши од 9. века) постепено одступала од васељенског православља, што је средином 11. века довело до њеног коначног одвајања у време Великог раскола (1054).
Латинска католичка црква је усвојила многе нове догме, као што су: догма о двоструком исхођењу Светог духа (Filioque), догма о безгрешном зачећу Богородице, догма о папској непогрешивости и друге, тако да се по тим новинама суштински разликује од древне Римске (латинске) цркве која је постојала током првих векова хришћанске историје. Упркос томе, данашња Латинска католичка црква инсистира на континуитету са првобитном Римском (латинском) црквом.

## Историја
Историјски гледано, на вођство Латинске цркве (тј. Свете столице) се гледало као на један од пет патријархата пентархије раног хришћанства, заједно са патријархатима Цариграда, Александрије, Антиохије и Јерусалима. Због географских и културних разлога, потоњи патријархати су се развили у цркве са изразитим источнохришћанским традицијама. Већина источнохришћанских цркава прекинула је пуну заједницу са римским епископом и Латинском црквом, након различитих теолошких и лидерских спорова током векова након Халкидонског сабора 451. године. Ово укључује несторијански раскол (431—544) (Црква Истока), халкидонски раскол (451) (оријенталне или дохалкидонске цркве) и источно-западни раскол (1054) (православље). Протестантска реформација 16. века доживела је аналоган раскол. До 2005. године папа је полагао право на титулу „патријарх Запада”; Папа Бенедикт XVI укинуо је ову титулу због екуменизма, настављајући да врши директну патријархалну улогу над Латинском црквом.
Латинска црква је у западном хришћанству запажена по својој традицији и седам сакрамената. У Католичкој цркви, поред Латинске цркве, којом је папа директно руководио као латински патријарх, постоје и 23 источне католичке цркве, које самоуправљају помесним црквама sui iuris са својим хијерархијама. Ове цркве воде порекло од остала четири патријархата древне пентархије, али или никада нису историјски прекинуле пуно заједништво или су се у неко време ујединиле са папством. Они се међусобно разликују у литургијском обреду (церемоније, одежде, напеви, језик), традицијама богослужења, теологији, канонском праву и свештенству, али сви одржавају исту веру, а сви виде пуну заједницу са папом као римским бискупом као суштинским да буде католичка као и део једне истинске цркве како су је дефинисале Четири знака цркве у католичкој еклисиологији.
Отприлике 16 милиона источних католика представља мањину хришћана у заједници са папом, у поређењу са више од милијарду латино-католика. Поред тога, постоји око 250 милиона православних и 86 милиона дохалкидонских хришћана широм света који нису у јединству с Римом. За разлику од Латинске цркве, папа не врши директну патријархалну улогу над источнокатоличким црквама и њиховим верницима, већ подржава њихове унутрашње хијерархије одвојене од латинске цркве.

## Канони и дисциплина
Канонско право за Латинску цркву кодификовано је у Законику канонског права, који је два пута кодификован, прву је прогласио папа Бенедикт XV 1917. године, а другу папа Јован Павле II 1983. године.
У Латинској цркви је норма за примање миропомазања да, осим ако је у животној опасности, особа коју треба миропомазати треба „да се користи разумом, да буде одговарајуће упућена, правилно расположена и способна да обнови крсна обећања”, и да „давање Пресвете Евхаристије деци захтева да она имају довољно знања и да су пажљиво припремљена како би схватили Христову тајну у складу са својим способностима и могли да приме Христово тело са вером и преданошћу”. У источним католичким црквама ове Свете тајне се обично дају одмах након крштења, чак и за новорођенче.
Целибат, као последица обавезе поштовања савршеног уздржања, обавезан је за свештенике у Латинској цркви. Изузетак је направљен за ожењено свештенство из других цркава, које се придружују Католичкој цркви и они могу да наставе службу као ожењени свештеници. У Латинској цркви ожењени човек не сме бити примљен чак ни у ђаконат ако му није легитимно одређено да остане ђакон и не постане свештеник. Брак након рукополагања није могућ, а његов покушај може резултирати канонским казнама. Источне католичке цркве, за разлику од Латинске, имају ожењено свештенство.
Тренутно бискупе у Латинској цркви генерално именује папа након што саслуша савете различитих дикастерија Римске курије, посебно Конгрегације за бискупе, Конгрегације за евангелизацију народа (за земље о којима се стара), Одељење за односе са државама Државног секретаријата (за именовања за која је потребан пристанак или претходно обавештење цивилних влада) и Конгрегација за оријенталне цркве (у областима у чијој је надлежности чак и за именовање латинских бискупа). Конгрегације углавном раде са „терне” или списка од три имена која им је доставила локална црква, најчешће преко апостолског нунција или Катедралног каптола на оним местима на којима Каптол задржава право да номинује епископе.

## Обреди
Далеко најраспрострањенији обред у Латинској цркви је римски обред, тј. обред који потиче из Римске бискупије. Поред њега понегде се користе и други западни обреди: амброзијански (у Миланској надбискупији), мозарабски (местимично у Шпанији) и картузијански (код Картузијанаца). Током старије историје, римски обред је често био фаворизован што је довело до постепене обредне романизације, односно ширења римског обреда уз потискивање разних локалних обреда. У данашње време, Католичка црква све законито признате обреде сматра равноправнима и једнако часнима, те настоји да се и даље чувају и негују.
Кардинал Јозеф Рацингер (потоњи папа Бенедикт XVI) описао је латинске литургијске обреде 24. октобра 1998. године:
Данас су најчешћи латински литургијски обреди римски обред — или миса после Другог ватиканског концила коју је прогласио папа Павле VI 1969. године, а ревидирао је папа Јован Павле II 2002. године, или облик тридентске мисе из 1962. године; амвросијански обред; мозарапски обред; и варијације римског обреда (као што је англиканска верзија). Источне католичке цркве којих има 23 користе пет различитих породица литургијских обреда. Латински литургијски обреди, попут јерменског, користе се само у једној sui iuris помесној цркви.

## Литургијски језик
Све до Другог ватиканског сабора (1962—1965) службени литургијски језик био је латински, осим у неколико хрватских бискупија којима је била дозвољена употреба народног језика у литургији западног обреда, што је био јединствени случај у римокатоличком свету, пошто је Католичка црква дуго инсистирала на обредној и језичкој латинизацији. Тек након Другог ватиканског сабора дозвољена је употреба свих живих језика у литургији, а латински језик се и даље може користити.

## Однос латинског католицизма према источним католичким црквама
Источне католичке цркве, осим што су у јединству са римским папом, деле и исту веру с Латинском католичком црквом, иако задржавају различите литургијске обреде, законе и обичаје и народне побожности, као и специфичности својих теолошких нагласака.
Именовање установа је већином различито. На пример, оно што је на истоку епархија на западу је бискупија, што је на истоку протосинђел на западу је генерални викар. Према традицији источних цркава сакраменти, крштења и Свето помазање деле се непосредно један након другога. Слично је и с причешћу. Свештеници у источним католичким црквама нису обавезни на целибат, као што је то случај у Латинској цркви. Ипак, епископ може да постане само неожењени свештеник. Као и у Православној цркви, већ рукоположени свештеник не може да се ожени.

## Теологија и филозофија

### Августијанизам
Августин из Хипона био је римски Африканац, филозоф и епископ (бискуп). Помогао је у обликовању латинског хришћанства и сматра се једним од најважнијих црквених отаца у Латинској цркви због својих дела у патристичком периоду. Међу његовим делима су О држави Божијој, а против пагана (De civitate Dei contra paganos), De doctrina Christiana и Исповести.
У младости га је привукло манихејство, а касније и неоплатонизам. После обраћења и крштења 386. године, Августин је развио сопствени приступ филозофији и теологији, прилагођавајући се разним методама и перспективама. Верујући да је Христова благодат била неопходна за људску слободу, помогао је у формулисању доктрине о првородном греху и дао је основни допринос развоју теорије праведног рата. Његове мисли су дубоко утицале на средњовековни поглед на свет.
Када је Западно римско царство почело да се распада, Августин је замишљао Цркву као духовни Божји град, различит од материјалног Земаљског града. У својој књизи О Божјем граду, а против пагана, често званој Град Божији, Августин је прогласио своју поруку више духовном него политичком. Хришћанство је, тврдио је, требало бринути о мистичном, небеском граду, Новом Јерусалиму, а не о земаљској политици.
Божји град представља људску историју као сукоб између онога што Августин назива Земаљским градом (који се колоквијално назива Град човека, али никада од стране Августина) и Божјег града, сукоба који је предодређен да се заврши победом потоњег. Град Божји обележен људима који се одричу земаљског задовољства да се посвете вечним Божјим истинама, сада потпуно откривеним у хришћанској вери. Земаљски град, са друге стране, чине људи који су се уронили у бриге и задовољства садашњег пролазног света.
За Августина, Логос је „добио тело” у Христу, у коме је тај логос био присутан као ни у једном другом човеку. Снажно је утицао на раносредњовековну хришћанску филозофију.
Као и други црквени оци попут Атинагоре, Тертулијана, Климента Александријског и Василија Кесаријског, Августин је „енергично осудио праксу индукованог абортуса”, и иако није одобравао абортус током било које фазе трудноће, направио је разлику између раних абортуса и оних каснијих. Признао је разлику између „обликованих” и „необликованих” фетуса поменутих у преводу Септуагинте Изласка 21:22—23, што се сматра погрешним преводом речи „штета” из оригиналног хебрејског текста у „облик” на грчком Септуагинте и заснован је на аристотеловском разликовању ”између фетуса пре и после његове наводног „оживљавања” и није класификовао као убиство побачај „необликованог” фетуса, јер је сматрао да се не може са сигурношћу рећи да је фетус већ био примио душу.

Августин је такође користио термин „католик” да би разликовао „праву” цркву од јеретичких група:
У католичкој цркви постоје многе друге ствари које ме најправедније држе на њеним грудима. Пристанак народа и нација држи ме у Цркви; тако и њен ауторитет, инаугурисан чудима, храњен надом, проширен љубављу, утврђен годинама. Наследништво свештеника ме чува, почев од самог седишта апостола Петра, коме је Господ, након Свог васкрсења, дао дужност да храни своје овце (Јн. 21:15—19), па све до садашњег епископата.
И тако, коначно, и само име католик, које је, не без разлога, усред толико јереси, Црква задржала на тај начин; тако да, иако сви јеретици желе да се називају католицима, али када странац пита где се католичка црква састаје, ниједан јеретик неће смети да покаже на своју капелу или кућу.
Такве су онда по броју и значају драгоцене везе које припадају хришћанском имену и које задржавају верника у Католичкој цркви, како је исправно. … Код вас нема ни једне од ових ствари која би ме привукла или задржала. … Нико ме неће одмакнути од вере која ме веже толико много и тако снажно везује за хришћанску религију. … Са своје стране, не бих смео да верујем јеванђељу, осим ако га покреће ауторитет Католичке цркве.

— Свети Августин (354—430): Против Манихејеве посланице под називом Фундаментални, поглавље 4: Докази католичке вере.
И у свом филозофском и у теолошком резоновању, Августин је био под великим утицајем стоицизма, платонизма и неоплатонизма, посебно радом Плотина, аутора Енеада, вероватно посредством Порфирија и Викторина. Иако је касније напустио неоплатонизам, неке идеје су и даље видљиве у његовим раним списима. Његово рано и утицајно писање о људској вољи, централна тема етике, постаће фокус будућих филозофа попут Шопенхауера, Кјеркегора и Ничеа. Такође су на њега утицала дела Вергилија (познат по свом учењу о језику) и Цицерона (познат по свом учењу о аргументима).
На Истоку су његова учења спорнија, а нарочито их је напао Јован Романидес. Али други теолози и личности Православне цркве показали су велико одобравање његових дела, углавном Георгије Флоровски. Најконтроверзнију доктрину повезану с њим, филиокве, православна црква је одбацила као јеретичку. Друга спорна учења укључују његове погледе на првородни грех, учење о благодати и предодређењу. Ипак, иако му се нека учења сматрају погрешним, он се и даље сматра свецем, па је чак имао утицаја и на неке источне црквене оце, нарочито на грчког теолога Григорија Паламу. У православној цркви његов празник се слави 15. јуна. Историчар Диармејд МекКулох је написао: „Утицај [Августина] на западнохришћанску мисао тешко може бити прецењен; само је његов вољени пример Павле из Тарса био утицајнији, а западњаци су углавном видели Павла кроз Августинове очи.”
У својој аутобиографској књизи Миљокази, папа Бенедикт XVI тврди да је Аугустин један од најдубљих утицаја у његовој мисли.

### Схоластика
Схоластика је метода критичке мисли која је доминирала предавањем академика („схоластика”, или „школараца”) средњовековних универзитета у Европи од око 1100. до 1700. године, а 13. и рани 14. век углавном се сматрају високим периодом схоластике. Почетак 13. века био је сведок врхунца опоравка грчке филозофије. Школе превођења развиле су се у Италији и на Сицилији, а на крају и у остатку Европе. Моћни нормански краљеви окупљали су на своје дворове људе знања из Италије и других крајева у знак свог престижа. Преводи и издања грчких филозофских текстова Вилијама од Мербекеа средином 13. века помогли су да се створи јаснија слика грчке филозофије, нарочито Аристотела, него што су је дале арапске верзије на које су се претходно ослањали. Едвард Грант пише: „Не само да се структура арапског језика радикално разликовала од структуре латинског, већ су неке арапске верзије изведене из ранијих сиријских превода и стога су два пута уклоњене из оригиналног грчког текста. Такви арапски текстови могли би произвести мучна читања. Насупрот томе, структурна блискост латинског са грчким дозвољавала је дословне, али разумљиве преводе од речи до речи.”
Универзитети су се развили у великим градовима Европе током овог периода, а супарнички свештенички редови у цркви почели су да се боре за политичку и интелектуалну контролу над овим центрима образовног живота. Два главна реда основана у овом периоду били су фрањевци и доминиканци. Фрањевце је основао Фрања Асишки 1209. године. Њихов вођа средином века био је Бонавентура, традиционалиста који је бранио теологију Августина и филозофију Платона, уграђујући само мало Аристотела са више неоплатонистичких елемената. Следећи Анселма, Бонавентура је претпоставио да разум може открити истину само када је филозофија осветљена религиозном вером. Остали значајни фрањевачки схоластичари били су Дунс Скот, Петер Ауриол и Вилијам Окамски.

#### Томизам
Тома Аквински (светитељ у Католичкој црви), италијански доминикански фратар, филозоф и свештеник, имао је неизмеран утицај на традицију схоластике, у оквиру које је познат и као Doctor Angelicus и Doctor Communis.
Аквински је нагласио да је „речено да је синдереза закон нашег ума, јер је то навика која садржи прописе природног закона, који су први принципи човековог деловања”.
Према Аквинском „…сва дела врлине прописана су природним законом, јер му сваки разум природно налаже да делује крепосно. Али ако говоримо о врлинским делима која се посматрају сама за себе, тј. у њиховој врсти, нису сва врлинска дела прописана природним законом јер се многе ствари врше крепосно чему природа у почетку не тежи, али људи су, истрагом разума, установили да погодују за добар живот.” Према томе, морамо утврдити да ли говоримо о врлинским делима као о аспекту врлине или као чину у његовој врсти.

Тома је четири главне врлине дефинисао као разборитост, умереност, правду и храброст. Кардиналне врлине су природне и откривене у природи и обавезују све. Постоје, међутим, три богословске врлине: вера, нада и доброчинство. Тома такође описује врлине као несавршене (непотпуне) и савршене (потпуне) врлине. Савршена врлина је свака врлина са доброчинством, која употпуњује главну врлину. Нехришћанин може показати храброст, али то би била храброст уз умереност. Хришћанин би храброст исказивао доброчинством. Они су донекле натприродни и разликују се од осталих врлина у свом циљу, наиме, у Богу:
Сада је предмет теолошких врлина сам Бог, који је последњи крај свих, надмашујући знање нашег разума. С друге стране, предмет интелектуалних и моралних врлина је нешто што је разумљиво људском разуму. Стога се теолошке врлине посебно разликују од моралних и интелектуалних врлина.
Тома Аквински је написао: „[Похлепа] је грех против Бога, баш као и сви смртни грехови, колико год човек осуђивао вечне ствари ради привремених ствари”.
Аквински је такође допринео економској мисли као аспекту етике и правде. Бавио се концептом праведне цене, обично њене тржишне цене или регулисане цене довољне да покрије трошкове производње продавца. Тврдио је да је неморално да продавци подижу своје цене једноставно зато што су купци били у прекој потреби за производом.
Аквински је касније проширио свој аргумент супротстављајући се неправедној заради оствареној у трговини, заснивајући аргумент на Златном правилу. Хришћанин би требало да „чини другима оно што бисте желели да чине вама”, што значи да треба да мења вредност за вредност. Аквински је веровао да је посебно неморално подизати цене јер одређени купац има хитну потребу за оним што се продаје и може се наговорити да плати већу цену због локалних услова:
Ако би некоме у великој мери помогло нешто што припада некоме другоме, а продавац није оштећен губитком, продавац не сме да продаје по вишој цени: јер корисност која иде купцу не долази од продавца, већ од услова купца у потреби: нико не би требало да прода нешто што му не припада.
 — Summa Theologiae, 2-2, q. 77, art. 1
Аквински би зато осудио праксе попут подизања цена грађевинских потрепштина након природне катастрофе. Повећана потражња изазвана уништавањем постојећих зграда не додаје трошкове продавцу, па је искоришћавање повећане спремности купаца за плаћање представљало врсту преваре по Аквинском мишљењу.

##### Пет путева (начина)
Тома је веровао да је постојање Бога само по себи разумљиво, али не и нама. „Стога кажем да је ова изјава, „Бог постоји“, сама по себи разумљива, јер је предикат исти као и субјект ... Сада, јер не знамо суштину Бога, изјава није саморазумљива нама, али то треба демонстрирати стварима које су нам познатије, мада мање познате по својој природи - наиме ефектима “.
Тома је веровао да се може доказати постојање Бога. Укратко у Summa theologiae и шире у Summa contra Gentiles, он је врло детаљно размотрио пет аргумената за постојање Бога, надалеко познат као quinque viae (пет путева).
1. Покрет: Неке ствари се несумњиво покрећу, мада не могу изазвати сопствено кретање. Будући да, као што је Тома веровао, не може постојати бесконачни ланац узрока кретања, мора постојати Први покретач који не сме бити покренут ничим другим, и то је оно што сви разумеју под Богом.
2. Узрочност: Као у случају кретања, ништа не може да изазове само себе, а бесконачни ланац узрочности је немогућ, па мора постојати Први узрок, зван Бог.
3. Постојање потребног и непотребног: Наше искуство укључује ствари које сигурно постоје, али су наоко непотребне. Не може све бити непотребно, јер тада некад није било ничега и још увек не би било ничега. Стога смо присиљени да претпоставимо нешто што постоји нужно, имајући ту потребу само од себе; што је, заправо, сам узрок постојања других ствари.
4. Градација: Ако можемо уочити градацију у стварима у смислу да су неке ствари вруће, добре итд., Мора постојати суперлатив који је најискренији и најплеменитији, а тако најпотпуније постојећи. То онда зовемо Бог.
5. Уређене тенденције природе: Усмереност ка циљу примећује се у свим телима која следе природне законе. Све без свести тежи ка циљу под вођством онога који је свестан. Ово зовемо Бог.[67]

Што се тиче природе Бога, Тома је сматрао да је најбољи приступ, који се обично назива via negativa, да се размотри оно што Бог није. То га је навело да предложи пет изјава о божанским особинама:
1. Бог је једноставан, без састава делова, као што су тело и душа, или материја и облик.[68]
2. Бог је савршен, не недостаје му ништа. То јест, Бог се разликује од других бића због Божје потпуне стварности.[69] Тома је дефинисао Бога као Ipse Actus Essendi subsistens, који егзистира као чин постојања.[70]
3. Бог је бесконачан. То јест, Бог није коначан на начин на који су створена бића физички, интелектуално и емоционално ограничена. Ову бесконачност треба разликовати од бесконачности величине и бесконачности броја.[71]
4. Бог је непроменљив, неспособан за промене на нивоима Божје суштине и карактера.[72]
5. Бог је један, без разноликости унутар Божјег сопства. Јединство Бога је такво да је Божја суштина исто што и постојање Бога. Томиним речима, „сама по себи изјава „Бог постоји“ је тачна, јер су у њему субјект и предикат исти.[73]

##### Утицај
Аквински је схоластику преусмерио са неоплатонизма ка Аристотелу. Школа мишљења која је уследила, кроз свој утицај на латинско хришћанство и етику католичке школе, једна је од најутицајнијих филозофија свих времена, такође значајна због броја људи који живе од њених учења.

Његова Summa Theologica један од најутицајнијих докумената у средњовековној теологији и филозофији и настављен је и у 20. веку као централна референтна тачка за филозофију и теологију латинског хришћанства. У енциклици Doctoris Angelici из 1914. године папа Пио X упозорио је да се црквено учење не може разумети без основних филозофских основа главних теза Аквинског:
Капиталне тезе у филозофији Светог Томе не смеју се сврстати у категорију мишљења о којима се може расправљати на овај или онај начин, већ их треба сматрати темељима на којима се заснива читава наука о природним и божанским стварима; ако се такви принципи једном уклоне или на било који начин ослабе, мора нужно следити да студенти светих наука на крају неће успети да схвате толико колико значење речи у којима су догме божанског откривења предложено од стране суда Цркве .
Други ватикански концил описао је систем Аквинског као „вечну филозофију“.

#### Actus purus
Actus purus је апсолутно савршенство Бога. Према схоластицизму, створена бића имају потенцијал - то није стварност, несавршеност ни савршенство. Само је Бог истовремено све што може бити, бескрајно стваран и бескрајно савршен: „Ја сам Онај који јесам“. Његови атрибути или Његове дела су заиста идентични Његовој суштини и Његова суштина захтева Његово постојање.

##### Неразликовање Божије суштине и енергија
Касније је источни православни подвижник и архиепископ солунски свети Григорије Палама аргументовао у одбрану исихастичке духовности, нествореног карактера светлости Преображења и разлике између Божје суштине и енергија. Његово учење одвијало се током три велике контроверзе, (1) са италијанским Грком Варламом између 1336. и 1341. године, (2) са монахом Григоријем Акиндином између 1341 и 1347, и (3) са филозофом Никифором Григорасом, од 1348 до 1355. Његови теолошки прилози понекад се називају паламизам, а његови следбеници паламити.
Историјски гледано, латинско хришћанство је тежило да одбаци паламизам, посебно разликовање суштина-енергије, понекад га карактеришући као јеретички увод неприхватљиве поделе у Светој Тројици и наговештај политеизма. Даље, повезана пракса исихазма која се користи за постизање обожења окарактерисана је као „магија“. У новије време неки римокатолички мислиоци заузели су позитивно гледиште према Палами, укључујући разликовање суштина-енергије, тврдећи да то не представља непремостиву теолошку поделу између римокатолицизма и православља, а самог Паламу поштују као светитеља неке византијске католичке цркве у заједници са Римом.
Одбијање паламизма на Западу и оних на Истоку који су фаворизовали унију са Западом („латинофрони“), заправо је допринело његовом прихватању на Истоку, према Мартину Југиеу, који додаје: „Врло брзо латинизам и антипаламизам, у умовима многих, постало би виђено као једно те исто “.

### Filioque
Филиокве је латински израз додан оригиналном Никејском веровању и који је био предмет великих контроверзи између источног и западног хришћанства. Овај израз није у оригиналном тексту Символа вере, који се приписује Другом васељенском сабору (381), који каже да Дух Свети потиче „од Оца“, без додатака било које врсте, као што су „и Сина„ или „сам“.
Фраза Филиокве се први пут појављује као антиаријска интерполација у Символу вере на Трећем сабору у Толеду (589), на коме се визиготска Шпанија одрекла аријанизма, прихватајући католичко хришћанство. Додатак су потврдили накнадни локални сабори у Толеду и убрзо се проширио широм Запада, не само у Шпанији већ и у краљевини Франака, која је усвојила католичку веру 496. године, и у Енглеској, где ју је усвојио Хатфилдски сабор 680. године као одговор на монотелитизам. Међутим, у Риму није усвојен.
Крајем 6. века, неке латинске цркве су додале речи „и од Сина“ (Филиокве) опису исхођења Светог Духа, у ономе за шта су многи православни хришћани у каснијој фази тврдили да крши 7. канон Трећег васељенског сабора, јер речи нису у текст уврстили ни Први ни Други васељенски сабор. Израз је укључен у литургијску праксу Рима 1014. године, али га је источно хришћанство одбацило.
Да ли је израз Филиокве укључен у Символ вере, као и како је преведен и схваћен, може имати важне импликације на то како неко разуме учење о Светој Тројици, која је од кључне важности за већину хришћанских цркава. За неке тај термин подразумева озбиљно потцењивање улоге Бога Оца у Тројици; за друге, негирање онога што изражава подразумева озбиљно потцењивање улоге Бога Сина.
Фраза Филиокве укључена је у Символ вере током целог латинског обреда, осим тамо где се грчки користи у литургији, мада га источне католичке цркве никада нису усвојиле.

### Чистилиште
Чистилиште је можда најособеније учење латинског хришћанства. Према овом учењу сматра се да се „сви који умиру у Божијој благодати и пријатељству, али још увек нису савршено прочишћени“ подвргавају процесу прочишћења који црква назива чистилиштем, „како би постигли неопходну светост да би могли ући у радост небеску“. Ова доктрина је формулисана позивањем на библијске стихове који говоре о пречишћавању ватром (1. Коринћанима 3,15 и 1. Петрова 1,7) и на Исусово спомињање опроштаја у будућем добу (Матеј 12,32). Ово учење се такође заснива на пракси молитве за мртве у употреби у цркви од када је црква настала, а која се помиње још раније у 2. Мак 12,46.
Идеја чистилишта вуче корене још из антике. Нека врста првочистилишта названа „небески Хад“ појављује се у списима Платона и Хераклида Понтијског и код многих других паганских писаца. Овај концепт се разликује од Хада подземља описаног у делима Хомера и Хесиода. Супротно томе, небески Хад је схваћен као посредничко место где су душе проводиле неодређено време после смрти пре него што би прешле на виши ниво постојања или се реинкарнирале на земљи. Његова тачна локација варирала је од аутора до аутора. Хераклид Понтијски мислио је да је то на Млечном путу; академици, стоици, Цицерон, Вергилије, Плутарх, херметички списи смештали су га између Месеца и Земље или око Месеца, док су Нуменије и латински неоплатонисти мислили да се налази између сфере непокретних звезда и Земље.
Можда је под утицајем хеленистичке мисли посредничко стање ушло у јеврејску религиозну мисао у последњим вековима пре Христа. У Макавејима налазимо праксу молитве за мртве с циљем њиховог прочишћења након живота (2 Мак. 12, 42-44), праксу коју прихватају неки хришћани. Иста пракса појављује се и у другим традицијама, попут средњовековне кинеске будистичке праксе давања приноса у име мртвих, за које се тврди да трпе бројна искушења. Између осталих разлога, западнокатоличко учење о чистилишту заснива се на предхришћанској (јудејској) пракси молитве за мртве.
Конкретни примери веровања у прочишћење након смрти и заједнице живих са мртвима молитвом налазе се код многих отаца Цркве. Иринеј (130–202) је споменуо пребивалиште у коме су душе умрлих остају до општег суда, поступак који је описан као онај који „садржи концепт ... чистилишта“. И Климент Александријски (150–215) и његов ученик Ориген Александријски (185–254) развили су поглед на прочишћење након смрти; ово гледиште се ослањало на идеју да је ватра божански инструмент из Старог завета, и то се схватало у контексту новозаветних учења попут крштења ватром из Јеванђеља и прочишћења након смрти код апостола Павла. Ориген, тврдећи против сна душе, изјавио је да су душе изабраних одмах ушле у рај, осим ако нису прочишћене, у ком случају су прешле у стање казне, казнене ватре, која треба да буде замишљена као место прочишћења. И за Климента и за Оригена ватра није била ни материјална ствар ни метафора, већ „духовна ватра“. Рани латински аутор Тертулијан (160–225) је такође артикулисао поглед на прочишћење након смрти. У Тертулијановом схватању загробног живота, душе мученика ушле су директно у вечно блаженство, док су остале ушле у генеричко царство мртвих. Тамо су зли трпели предукус својих вечитих казни, док су добри доживљавали разне фазе и места блаженства у којима се „сасвим јасно проналази идеја о некаквом чистилишту...“, идеја која представља становиште широко распрострањено у антици. Каснији примери, у којима се даље разрађује ова мисао, укључују, између осталих, светог Кипријана (у. 258), светог Јована Златоустог (347–407) и светог Августина (354–430) .
Дијалози папе Григорија Великог, написани крајем 6. века, сведоче о развоју у разумевању загробног живота карактеристичном за правац којим ће ићи латинско хришћанство:
Што се тиче одређених мањих грехова, морамо веровати да пре коначне пресуде постоји ватра која прочишћава. Онај ко је истина каже да онај ко изговори хулу на Духа Светога неће бити помилован ни у овом ни у будућем веку. Из ове реченице схватамо да се одређени преступи могу опростити у овом добу, а неки други у будућем добу.

#### Нагађања и маштања о чистилишту
Неки католички свеци и теолози имали су понекад супротстављене идеје о чистилишту изван оних које је усвојила Католичка црква, одражавајући или доприносећи популарној слици, која укључује појмове прочишћења стварном ватром, на одређеном месту и у тачно одређеном трајању. Пол Џ. Грифитс примећује: „Недавна католичка мисао о чистилишту обично чува основе основне доктрине, истовремено нудећи и спекулативна тумачења ових елемената из друге руке“. Тако је Јозеф Рацингер написао: "Чистилиште није, како је сматрао Тертулијан, нека врста надземаљског концентрационог логора у којем је човек присиљен на кажњавање на мање или више произвољан начин. Уместо тога, то је изнутра неопходан процес преображења у којем особа постаје способна за Христа, способна за Бога, а тиме и способна за јединство са целом заједницом светих“.
У Теолошким студијама, Џон Тиел је тврдио да је „чистилиште практично нестало из католичког веровања и праксе од Другог ватиканског сабора“, јер се заснивало на „такмичарској духовности, која гравитира око верског позива подвижника из касног средњег века“. „Рођењем чистилишта преговарало се о есхатолошкој стрепњи лаика. [...] На начин сличан подвижниковом доживотном продужењу временског поља надметања са мучеником, вера у чистилиште продужила је привремено временско поље надметања лаика са подвижником."
Спекулације и популарна маштања које су, нарочито у касносредњовековно доба, биле уобичајене у западној или латинској цркви, нису нужно наишле на прихватање у источним католичким црквама, којих има 23 и у пуној су заједници са папом. Неки су изричито одбацили појмове кажњавања ватром на одређеном месту који су истакнути у популарној слици чистилишта. Представници Православне цркве на сабору у Фиренци аргументирали су против ових схватања, изјављујући да држе да постоји чишћење након смрти душа спашених и да им помажу молитве живих: „Ако душе оду из овог живота у вери и милосрђу, али су обележене неким нечистотама, било непокајаним мањим или покајаним већим, али још увек не уродивши плодовима покајања, верујемо да су у разумној мери прочишћени од тих грехова, али не неким прочишћавањем ватром и одређеном казном на неком месту“. Дефиниција чистилишта коју је усвојио тај сабор искључила је два појма са којима се православци нису слагали и споменула само две тачке које су, како су рекли, такође биле део њихове вере. Сходно томе, споразум, познат као Брестовска унија, који је формализовао пријем Украјинске гркокатоличке цркве у пуно заједништво са Римокатоличком црквом, рекао је: „Нећемо расправљати о чистилишту, већ се поверавамо учењу Свете Цркве “.

### Марија Магдалина Витанијска
У средњовековној западној традицији, Марија из Витаније, Лазарова сестра, идентификована је као Марија Магдалина, можда великим делом због беседе коју је одржао папа Григорије Велики у којој је о неколико жена које се спомињу у Новом завету говорио као о једној личности. То је довело до повезаности Марије из Витаније са Маријом Магдалином, као и са другом женом (поред Марије Витанијске која је помазала Исуса), женом ухваћеном у прељуби. Источно хришћанство никада није усвојило ову идентификацију. У свом чланку у Католичкој енциклопедији из 1910. године, Хју Поуп је изјавио: „Грчки оци у целини разликују три особе :’грешницу’ из Лк 7, 36–50; сестру Марте и Лазара из Лк 10:38 –42 и Јн 11; и Марију Магдалину.
Француски научник Виктор Сакер идентификовање Марије Магдалине као проститутке и као Марије Витанијске датира у проповед папе Григорија Великог 21. септембра 591. године, где је изгледало да комбинује поступке три жене поменуте у Новом завету а такође је идентификовао неименовану жену као Марију Магдалину. У другој проповеди, Григорије је Марију Магдалину посебно идентификовао као сестру Марте која се помиње у Луки 10. Али према ставу који је недавно изнела теолог Џејн Шаберг, Григорије је само ставио допунио легенду која је већ постојала пре њега.
Идентификација Марије Магдалине и Марије Витанијске у латинском хришћанству одражавала се на уређењу Општег римског календара све док то није измењено 1969. године, одражавајући чињеницу да је од тада уобичајено тумачење у Католичкој цркви било да су Марија Витанијска, Марија Магдалина и грешна жена која је помазала Исусове ноге биле три различите жене.

### Првородни грех
Катихизис Католичке цркве каже:
Својим грехом Адам је као први човек изгубио изворну светост и правду коју је добио од Бога, не само за себе већ и за све људе.
Адам и Ева пренели су својим потомцима људску природу рањену сопственим првим грехом и отуда су лишени првобитне светости и правде; ово лишавање назива се „првородним грехом“.

Као резултат првородног греха, људска природа је ослабљена у својим моћима, подложна незнању, патњи и над њом влада смрт, и склона је греху (ова склоност се назива „похота“).
На концепт првородног греха први пут је алудирао у 2. веку свети Иринеј, епископ Лионски, у својој полемици са одређеним дуалистичким гностицима. И други црквени оци попут Августина такође су обликовали и развили доктрину, видећи је као засновану на новозаветном учењу апостола Павла (Рим 5, 12-21 и 1. Кор 15, 21-22) и старозаветном стиху Псалма 51,5. Тертулијан, Кипријан, Амвросије и Амброзиастер су сматрали да човечанство учествује у Адамовом греху, који се преноси генерацијама. Августинова формулација првородног греха после 412. године била је популарна међу протестантским реформаторима, попут Мартина Лутера и Жана Калвина, који су првородни грех поистовећивали са похотом (или „повредном жељом“), потврђујући да он постоји и након крштења и потпуно уништава слободу да се чини добро. Пре 412. године, Августин је рекао да је слободна воља ослабљена, али није уништена првородним грехом. Али после 412. године ово се променило у губитак слободне воље, осим за грех. Савремени августински калвинизам се држи овог каснијег става. Јансенистички покрет, који је Католичка црква прогласила јеретичким, такође је тврдио да је првородни грех уништио слободу воље. Уместо тога, Католичка црква изјављује: „Крштење давањем животу Христове благодати брише првородни грех и окреће човека назад ка Богу, али последице по природу, ослабљену и наклоњену злу, трају у човеку и позивају га на духовну битку." „Ослабљена и умањена Адамовим падом, слободна воља још увек није уништена у трци.“
Анселмо Кентерберијски каже: „Адамово грешење било је једно, а грех деце при њиховом рођењу сасвим је друго, прво је било узрок, друго је последица“. Код детета се првородни грех разликује од Адамове кривице, то је један од његових ефеката. Ефекти Адамовог греха према Католичкој енциклопедији су:
1. Смрт и патња: „Један човек је пренео читавом људском роду не само смрт тела, што је казна греха, већ чак и сам грех, који је смрт душе“.
2. Похота или склоност греху. Крштењем се брише првобитни грех, али склоност греху остаје.
3. Одсуство освећујуће благодати код новорођеног детета такође је последица првородног греха, јер је Адам, примивши светост и правду од Бога, изгубио ју је не само за себе већ и за нас. Крштење даје изворну посвећујућу благодат, изгубљену кроз Адамов грех, елиминишући тако првородни и било који лични грех.[135]

Источни католици и источно хришћанство, уопште, немају исту теологију пада и првородног греха као латинокатолици. Али од Другог ватиканског сабора дошло је до развоја католичког мишљења. Неки упозоравају против схватања 3 поглавља Постања превише буквално. Они узимају у обзир да је „Бог имао на уму цркву пре постанка света“ (као у Еф 1, 4), као и у 2. Тим 1, 9: „... своју сврху и благодат која нам је дата у Христу Исусу пре него што је свет почео“. А папа Бенедикт XVI у својој књизи У почетку ... је појам „првородни грех“ назвао „обмањујућим и непрецизним“. Бенедикт не захтева дословно тумачење Постања, порекла или зла, али пише: "Како је то било могуће, како се то догодило? Ово остаје нејасно ... Зло остаје мистериозно. Приказано је сјајним сликама, као и 3. поглавље Постања, са визијом два дрвета, змије, грешног човека “.

### Безгрешно зачеће
Безгрешно зачеће је зачеће Блажене Девице Марије ослобођене првородног греха захваљујући заслугама њеног сина Исуса. Иако се уверење широко одржавало од касне антике, доктрина је у Католичкој цркви догматски била дефинисана тек 1854. године када ју је папа Пије IX прогласио ex cathedra, тј., користећи папску непогрешивост, у својој папској були Ineffabilis Deus.
Признаје се да доктрина коју је дефинисао Пије IX није изричито забележена пре 12. века. Такође се каже да „из Светог писма не могу бити изнети никакви директни или категорични и строги докази догме“. Али тврди се да је доктрина имплицитно садржана у учењу Отаца. Њихови изрази на тему Маријиног безгрешности су, истакнуто је, толико обимни и толико апсолутни да се мора узети у обзир да укључују првородни грех. Тако се у првих пет векова на њу примењују такви епитети као „у сваком погледу света“, „у свему неокаљана“, „надневина“ и „пресвета“; упоређена је са Евом пре пада, као предак искупљеног народа; она је „земља пре него што је проклета“. Могу се навести добро познате речи светог Августина (у. 430): „Што се тиче мајке Божје“, каже он, „нећу дозволити ни једно питање о греху“. Тачно је да он овде говори директно о стварном или личном греху. Али његов аргумент је да су сви људи грешници; да су сви изворно изопачени; да би се ова изворна изопаченост могла победити благодаћу Божијом и додаје да не зна, али да је Марија можда имала довољно благодати да победи грех „сваке врсте“ (omni ex parte).
Бернард од Клервоа у 12. веку покренуо је питање Безгрешног зачећа. Празник Зачећа Блажене Девице већ је почео да се слави у неким западним црквама. Бернард криви канонике митрополитанске цркве у Лиону за успостављање таквог празника без дозволе Свете столице. Притом користи прилику да у потпуности одбаци став да је Маријино зачеће било безгрешно, називајући то „новошћу“. Неки, међутим, сумњају да ли је термин „зачеће“ користио у истом смислу у којем се користи у дефиницији папе Пија IX. Чини се да је Бернард говорио о зачећу у активном смислу мајчине сарадње, јер у свом аргументу каже: „Како може бити одсуства греха тамо где постоји похота (либидо)?“, а следе јачи изрази, који би се могли протумачити да указују на то да је он говорио о мајци, а не о детету. Ипак, Бернард такође осуђује оне који подржавају празник због покушаја да се „дода Маријиној слави“, што доказује да је заиста говорио о Марији.
Теолошка основа Безгрешног зачећа била је предмет расправе током средњег века са противљењем личности попут доминиканца Томе Аквинског. Међутим, аргументи подршке фрањеваца Виљема из Варе и Пелбартуса Ладислава из Темишвара и опште уверење међу католицима учинили су доктрину прихватљивијом тако да ју је Базелски сабор подржао у 15. веку, али је Тридентски сабор заобишао ово питање. Папа Сикст IV, фрањевац, покушао је смирити ситуацију забранивши било којој страни да критикује другу, и ставио је празник Безгрешног зачећа у римски календар 1477. године, али папа Пије V, доминиканац, променио га је у празник зачећа Маријиног. Папа Климент XI је празник учинио универзалним 1708. године, али га још увек није назвао празником Безгрешног зачећа. Популарна и теолошка подршка концепту и даље је расла и до 18. века је био широко приказан у уметности.

#### Дунс Скот
Џон Дунс Скот († 1308), припадник фрањевачког реда Мање браће, попут Бонавентуре, је тврдио да је са рационалне тачке гледишта понижавајуће да се тврди да је због Христових заслуга Марија сачувана греха. Предлажући решење теолошког проблема помирења доктрине са оном универзалног искупљења у Христу, он је тврдио да је Маријино безгрешно зачеће није удаљило од Христовог искупљења, него је то био резултат савршенијег искупљења које јој је дато због њене посебне улоге у историји спасења.
Скотови аргументи, у комбинацији са бољим познавањем језика раних Отаца, постепено су превладавали у школама Западне цркве. Универзитет у Паризу је 1387. године оштро осудио супротно гледиште.
Скотови аргументи су, међутим, остали контроверзни, посебно међу доминиканцима, који су били довољно спремни да прославе Маријино освећење (ослобођено од греха), али су, после аргумената доминиканца Томе Аквинског, наставили инсистирати на томе да је до њеног посвећења могло доћи тек након њеног зачећа.
Скот је истакао да Маријино Безгрешно зачеће побољшава Исусово искупитељско дело.
Скотов аргумент појављује се у изјави папе Пија IX из 1854. године о догми о Безгрешном зачећу, „у првом тренутку свог зачећа Марија је била сачувана слободна од мрље првородног греха, с обзиром на заслуге Исуса Христа“. Скотов став је поздрављен као „исправан израз вере апостола“.

#### Догматска дефиниција
Дефинисана догма о Безгрешном зачећу каже:
Изјављујемо, изговарамо и дефинишемо да је доктрина која држи да је Пресвета Девица Марија, у првом степену свог зачећа, посебном благодаћу и привилегијом коју јој је дао Свемогући Бог, с обзиром на заслуге Исуса Христа, Спаситеља људског рода, сачувана без икаквих мрља првородног греха, доктрина је коју је Бог открио и зато јој сви верни морају чврсто и непрестано веровати.
Папа Пије IX изричито је потврдио да је Марија искупљена на један узвишенији начин. Изјавио је да је Марија, уместо да је очишћена од греха, била потпуно спречена да зачне са првородним грехом с обзиром на предвиђене заслуге Исуса Христа, Спаситеља људског рода. У Луки 1,47 Марија објављује: „Обрадова се дух мој Богу, Спаситељу мом“. Ово се назива Христовим Маријиним откупљењем. Од Другог сабора у Оранжу (529) против полупелагијанизма, Католичка црква је учила да, чак и да човек никада није грешио у рајском врту и био безгрешан, он би и даље захтевао Божију милост да остане безгрешан.
Дефиниција се односи само на првородни грех и не даје изјаву о веровању цркве да је Пресвета Дјева била безгрешна у смислу слободе од стварног или личног греха. Доктрина учи да је Марија од свог зачећа, будући да је увек била слободна од првородног греха, добила освећујућу благодат која би обично долазила са крштењем након рођења.
Источни католици и источно хришћанство, уопште, верују да је Марија била безгрешна, али немају исту теологију пада и првородног греха као латинокатолици.

### Вазнесење Маријино
Вазнесење Маријино на небо је телесно узношење Девице Марије на небо на крају њеног земаљског живота.

Дана 1. новембра 1950. године, у апостолској конституцији Munificentissimus Deus, папа Пије XII прогласио је Маријино узнесење догмом:
Ауторитетом нашег Господа Исуса Христа, блажених апостола Петра и Павла, и сопственим ауторитетом, изговарамо, изјављујемо и дефинишемо као божански откривену догму: да је Пречиста Богородица, увек Девица Марија, завршивши ток свог земаљског живота, била узета душом и телом у небеску славу.
У догматској изјави Пија XII, фраза „завршивши свој земаљски живот“, оставља отвореним питање да ли је Девица Марија умрла пре свог вазнесења или не. За Маријино вазнесење се каже да јој је било божански дар као „Богородици“. Лудвиг От сматра да се, јер је Марија завршила свој живот као светли пример људског рода, перспектива дара вазнесења нуди читавом људском роду.
Лудвиг От пише у својој књизи Основи католичке догме да „очеви и теолози готово опште прихватају чињеницу њене смрти и изричито је потврђују у литургији цркве“ и додаје низ цитата. Закључује: „за Марију смрт, као последица њене слободе од првородног греха и личног греха, није била последица кажњавања греха. Међутим, чини се прикладним да Маријино тело, које је по природи било смртно, треба да буде у сагласности са њеним Божанским Сином, подложно општем закону смрти “.
Тренутак њене телесне смрти ниједан папа није непогрешиво дефинисао. Многи католици верују да она уопште није умрла, већ је вазнесена директно на Небо. Догматска дефиниција у апостолској конституцији Munificentissimus Deus која, према римокатоличкој догми, непогрешиво проглашава доктрину Вазнесења Маријиног, оставља отворено питање да ли је Марија, у вези са својим одласком, претрпела телесну смрт. Она догматски не дефинише догађај на један или други начин, као што показују речи „завршивши ток свог земаљског живота“.
Пре догматске дефиниције у Deiparae Virginis Mariae, папа Пио XII тражио је мишљење католичких бискупа. Велики број њих указао је на Књигу Постања (3,15) као библијску потпору догми. У Munificentissimus Deus (тачка 39) Пије XII је говорио о „борби против пакленог непријатеља“ као у Постању 3,15 и о „потпуној победи над грехом и смрћу“, као у Павловим посланицама, као библијској основи за догматску дефиницију. Марија се вазноси на небо као у 1. Кор 15,54: „Тада ће се догодити изрека која је написана: Победа прождре смрт“.

#### Вазнесење или Успење (Уснуће)?
Западни празник Вазнесења Маријиног слави се 15. августа, православни и гркокатолици истог датума славе Успење Богородице (или Уснуће Богородице), коме претходи 14-дневни пост. Источни хришћани верују да је Марија умрла природном смрћу, да је Христос примио њену душу, да је њено тело васкрсло трећи дан након смрти и да је телесно узнесена на небо у очекивању општег васкрсења. Њен гроб је трећег дана пронађен празан.
Православна традиција је јасна и непоколебљива у погледу централне тачке [Успења]: Света Дјева је претрпела, као и њен Син, телесну смрт, али је њено тело - попут Његовог - после васкрсло из мртвих и она је узета на небо, како телом, тако и душом. Прешла је даље од смрти и осуде, и живи потпуно у Добу које долази. Васкрсење тела ... је у њеном случају предвиђено и већ је остварена чињеница. То, међутим, не значи да се она одвојила од остатка човечанства и сврстала у сасвим другу категорију: јер сви се надамо да ћемо једног дана учествовати у истој слави Васкрсења Тела у којем она ужива и сада.
Многи католици такође верују да је Марија први пут умрла пре него што је вазнесена, али верују да је чудесно васкрсла пре вазнесења. Други верују да је телесно вазнесена у Небо, а да претходно није умрла. Било које разумевање могу легитимно имати католици, док источни католици празник славе као Успење (Уснуће Богородице).
Многи теолози примећују да је у Католичкој цркви Вазнесење Богородице догматски дефинисано, док је у православној традицији Успење мање догматски а више литургијски и мистично дефинисано. Такве разлике произилазе из већег обрасца у две традиције, при чему су католичка учења често догматски и ауторитативно дефинисана - делом и због централизованије структуре Католичке цркве - док су у православљу многе доктрине мање ауторитативне.

### Древни данима
Древни данима је име за Бога које се појављује у књизи пророка Данила.

У раној венецијанској уметничкој школи на слици Крунисање Девице, Ђованија д'Алемања и Антонија Виваринија (око 1443), Бог Отац је приказан у представи коју су касније касније употребљавали други уметници, наиме као патријарх, са бенигним, али моћним лицем и дугом белом косом и брадом, што је приказ у великој мери изведен из описа Древног данима у Старом завету, што је најближи приступ физичком опису Бога у Старом завету:
... седео је Древни данима, чија је одећа била бела као снег, а коса на глави као чиста вуна: престо му је био попут огњеног пламена, а точкови као запаљена ватра. (Данило 7,9)
Тома Аквински подсећа да неки износе приговор да се Древни данима подудара са особом Оца, а да се он сам не слаже са овом изјавом.
До дванаестог века прикази лика Бога Оца, који се у основи заснивају на приказу Древног данима у Даниловој књизи, почели су да се појављују у француским рукописима и црквеним витражима у Енглеској. У 14. веку илустрована напуљска Библија имала је приказ Бога Оца у Несагоривој купини. До 15. века Роханов часослов је обухватао приказе Бога Оца у људском облику или антропоморфним сликама, а до доба ренесансе уметничке представе Бога Оца су се слободно користиле у Западној цркви.
Уметнички прикази Бога Оца после тога нису били контроверзни у католичкој уметности, али су осуђивани ређи прикази Свете Тројице. Године 1745. папа Бенедикт XIV изричито је подржао приказ Престола милосрђа, позивајући се на „Древног данима“, али 1786. године ипак је било потребно да папа Пије VI изда папску булу осуђујући одлуку италијанског црквеног већа да уклони све слике Тројице из цркава.
Приказ остаје редак и често контроверзан у православној уметности. У химнама и иконама Православне цркве, Древни данима се најисправније идентификује са Богом Сином или Исусом, а не са Богом Оцем. Већина источних црквених отаца који коментаришу одломак у Данилу (7,9–10, 13–14) тумачили су старију фигуру као пророчко откривење Сина пре његовог телесног оваплоћења. Као таква, источнохришћанска уметност ће понекад приказати Исуса Христа као старца, Древног данима, да би симболично показала да постоји од вечности, а понекад као младића или мудру бебу, приказујући га онаквим какав је био оваплоћен. Ова иконографија настала је у 6. веку, углавном у Источном римском царству, са старијим приказима, мада обично није правилно или посебно идентификована као „Древни данима“. Прве слике Древног данима, назване тако са натписом, иконографи су развили у различитим рукописима, од којих су најранији датирани у 11. век. Слике у овим рукописима укључивале су натпис „Исус Христос, Древни данима“, потврђујући да је то био начин да се Христос идентификује као предвечан са Богом Оцем. Заиста, касније је Руска православна црква на Великом сабору у Москви 1667. године изјавила да је Древни данима Син, а не Отац.

## Друштвена и културна питања

### Случајеви сексуалног злостављања
Од деведесетих година, питање сексуалног злостављања малолетника од стране западног католичког свештенства и других чланова цркве постало је предмет грађанских парница, кривичног гоњења, извештавања у медијима и јавне расправе у земљама широм света. Западна католичка црква критикована је због поступања са жалбама на злостављање када је постало познато да су неки бискупи штитили оптужене свештенике, премештајући их на друге пасторалне задатке, где су неки и даље чинили сексуалне преступе.
Као одговор на скандал, успостављени су формални поступци који помажу у спречавању злоупотребе, подстичу пријављивање било које злоупотребе која се догоди и благовремено поступају са таквим извештајима, иако су групе које представљају жртве оспориле њихову ефикасност. Папа Франциско је 2014. године основао Папску комисију за заштиту малолетника ради њихове заштите.